# Havanský syndrom
Havanský syndrom je sada zdravotních příznaků a symptomů, které byly poprvé zaznamenány u zaměstnanců amerického a kanadského velvyslanectví na Kubě koncem roku 2016 a od té doby v několika dalších zemích, včetně Spojených států amerických.
V roce 2017 obvinil prezident Donald Trump Kubu z nespecifikovaných útoků, způsobujících tyto symptomy. Spojené státy následně snížily počet zaměstnanců na svém velvyslanectví v Havaně na minimum. V roce 2018 oznámili podobné problémy i američtí diplomaté v Číně, stejně jako agenti CIA v jiných zemích, kde pracovali s partnerskými agenturami na obraně proti ruským špionážním operacím.
Následné studie postižených diplomatů z velvyslanectví na Kubě, publikované v časopise JAMA (The Journal of the American Medical Association), našly důkazy o tom, že diplomaté utrpěli nějakou formu poranění mozku, ale nepodařilo se jim stanovit příčinu zranění. I když dosud neexistuje shoda odborníků na příčině symptomů, spoluautor studie v JAMA považuje mikrovlnné, neboli elektromagnetické zbraně za hlavní „podezřelý“ fenomén. Výbor expertů amerických Národních akademií věd, inženýrství a lékařství (National Academies of Sciences, Engineering, and Medicine – NASEM) došel v prosinci 2020 k závěru, že mikrovlnná energie (specificky mířená pulsní vysokofrekvenční energie) „vypadá jako nejpravděpodobnější mechanismus pro objasnění těchto případů mezi všemi možnostmi, které výbor zvažoval“, ale že „každá možná příčina zůstává v úrovni spekulací“. Výzvědné služby Spojených států zatím nedosáhly shody či formálního potvrzení příčiny havanského syndromu, ale podezřívají z odpovědnosti za útoky ruskou rozvědku.
V listopadu 2021 vyhlásila FBI vyšetřování příčin Havanského syndromu jako jednu ze svých nejvyšších priorit, neboť tento syndrom postihl již více než 200 amerických diplomatů na různých amerických velvyslanectvích.

## Akustická zbraň
Jako další eventualita se ve spekulacích o principu útoků objevila akustická zbraň, v některých formulacích zaznělo, že: Novináři se po ročním pátrání a shromažďování důkazů domnívají, že američtí diplomaté se stali obětí ruské akustické zbraně, která využívá elektromagnetickou energii. U mnohých potíže přetrvávají po celý zbytek života. U některých bylo diagnostikováno trvalé poškození mozku, především vnitřního ucha.

Článek odkázal i na časopis The Insider.

Již článek z roku 2019 popsal sonickou zbraň z Číny.
 Sonickou zbraň za 2. světové války vyvíjelo i hitlerovské Německo.

## Role GRU
Počátkem dubna 2024 byla s havanským syndromem spojena speciální jednotka ruské vojenské rozvědky GRU, které je podezřelá z organizací vražd, špionáže, hackerských útoků a dalších aktivit snažících se o destabilizaci Evropy. 
Ruský investigativní portál The Insider podnikl společně s německým listem Der Spiegel a pořadem 60 Minutes americké stanice CBS vyšetřování, které déle než rok zjišťovalo okolnosti zdravotních potíží s neurologickými symptomy. Ve městech, v nichž se „havanský syndrom“ objevil, se podle zjištění Insideru pohybovali právě členové jednotky GRU 29155. Navíc vysoce postavení členové jednotky 29155 dostali ocenění za svůj přínos k vývoji akustických zbraní.